# لفظ أجنبي
اللفظ الأجنبي هو كل لفظ اقتراض أخذ من لغة إلى لغة أخرى بلا تغيير لشيء من صورته.